# Вісманнсдорф
Вісманнсдорф (нім. Wißmannsdorf) — громада в Німеччині, розташована в землі Рейнланд-Пфальц. Входить до складу району Бітбург-Прюм. Складова частина об'єднання громад Бітбургер-Ланд.
Площа — 6,72 км2. Населення становить 837 ос. (станом на 31 грудня 2020).